# Thelma, Louise et Chantal
Pour les articles homonymes, voir Thelma, Louise et Chantal.
Pour plus de détails, voir Fiche technique et Distribution.
Thelma, Louise et Chantal est une comédie française écrite et réalisée par Benoît Pétré, sortie en 2010.

## Synopsis
Gabrielle, Nelly et Chantal sont trois copines. Elles décident de se rendre ensemble au mariage de leur ex, à La Rochelle. Au cours de ce trajet, elles partagent leurs coups de cœur et coups de gueule.
Ce road movie rend hommage au film réalisé par Ridley Scott, Thelma et Louise.

## Fiche technique
- Titre original : Thelma, Louise et Chantal
- Réalisation : Benoît Pétré
- Scénario : Benoît Pétré
- Décors : Samuel Teisseire
- Photographie : Stephan Massis
- Son : Guillaume Le Braz
- Montage : Reynald Bertrand
- Musique : Keren Ann
- Production : Vérane Frédiani et Franck Ribière
- Société de production : La Fabrique 2
- Société de distribution : La Fabrique de films
- Pays :  France
- Langue : français
- Format : couleur - 35 mm
- Date de sortie :
  -  France : 3 mars 2010

## Distribution
- Jane Birkin : Nelly
- Caroline Cellier : Gabrielle
- Catherine Jacob : Chantal
- Thierry Lhermitte : Philippe
- Arié Elmaleh : Nicolas
- Michèle Bernier : Jocelyne
- Alysson Paradis : Elisa
- Sébastien Huberdeau : Mathieu
- Micheline Presle : Huguette
- Benoît Pétré : Hugo
- Joséphine de Meaux : Sophie
- Stéphane Metzger : Bruno
- Nicolas Schweri : Clément
- Jean-Pierre Martins : David
- Marie Gili-Pierre : la dame de la casse
- Isabelle Vitari : La DJ

## Bande originale
La musique du film, arrangée par Keren Ann, est interprétée par Vanessa Paradis, Benjamin Biolay, Mélanie Laurent, Jane Birkin, Caroline Cellier, Catherine Jacob, Brigitte et Chris Garneau.